# Z/VM
z/VM je poslední z rodiny VM operačních systémů společnosti IBM pro virtuální stroje. První verze byla vydána v říjnu 2000 a v roce 2022 se stále aktivně používá a vyvíjí. Je přímo založen na technologiích a konceptech pocházejících z 60. let 20. století, kdy IBM vytvořila systém CP/CMS pro IBM System/360-67 (historické podrobnosti jsou v článku Historie CP/CMS). z/VM je určen pro rodinu počítačů IBM Z. Lze jej použít pro podporu velkého počtu (tisíců) Linuxových virtuálních strojů. (Viz Linux na IBM Z.)
16. září 2022 IBM vydala z/VM verze 7.3, která vyžaduje architekturu z/Architecture implementovanou v modelech EC12, BC12 a novějších.